# Neomaenas servilia
Neomaenas servilia är en fjärilsart som beskrevs av Hans Daniel Johan Wallengren 1858. Neomaenas servilia ingår i släktet Neomaenas och familjen praktfjärilar. Inga underarter finns listade i Catalogue of Life.